# Ernst Nilsson (konstnär)
Ernst Vilhelm Nilsson, född 17 maj 1892, död 17 september 1937, var en svensk målare, tecknare, grafiker.
Han var son till muraren och polisen Carl Gustav Emil Nilsson och Anna Kristina Andersdotter. 
Nilsson utbildade sig till hantverksmålare men bedrev samtidigt studier vid tekniska skolan i Uppsala och för ritläraren Carl Gustaf Holmgren. Tillsammans med Jonas Lindkvist och Manne Ihran ställde han ut på Nya konstgalleriet i Stockholm 1916 och de tre antog då namnet Uppsalagruppen. Han medverkade i Uppsalaartisternas utställning på Hotell Hörnan i Uppsala. 
Hans konst består av blomsterstilleben, landskap från Uppland och gatumotiv från Uppsala med en humoristiskt underton utförda som teckningar eller träsnitt. Han blev möjligen mest känd för sina träsnitt som till exempel "Serenad Åsgränd", "Hemåt" och "Lucia". Nilsson är representerad vid Göteborgs konstmuseum[källa behövs]  och Uppsala Akademiska sjukhus.